# JS Hyūga (DDH-181)
 JDS Hyūga DDH-181 là một tàu khu trục thuộc lớp tàu khu trục mang máy bay trực thăng Hyūga của Lực lượng Tự vệ Biển Nhật Bản. Con tàu được đóng bởi công ty IHI Marine United và đưa vào phục vụ ngày 18 tháng 3 năm 2009.
Tàu này chuyển giao vật tư, cứu trợ thiên tai trong trận động đất và sóng thần năm 2011 ở Tohoku.